# Politiets nasjonale beredskapssenter
Politiets nasjonale beredskapssenter är den norska polisens planerade bas för nationella polisfunktioner i Taraldrud i Nordre Follo kommun, sydöst om Oslo vid Taraldkrysset på Europaväg 6. I beredskapscentret ska Beredskapstroppen, Bombegruppen, Politihelikoptertjenesten och krise- og gisselforhandlartjenesten samlas. Centret förväntas vara färdigt 2021.

## Historik
En diskussion om anläggande av ett nationellt center för viss rikstäckande polisverksamhet har förts sedan 2007, då polisen framförde förslag om att bygga ett centrum på en tomt vid järnvägen i Alnabru i Oslo. En sådan anläggning projekterades också, men förslaget förkastades av regeringen 2015. En projektering av en alternativ tomt på Taraldruds gård genomfördes 2016, varefter regeringen fattade beslut om genomförande 2017.

## Anläggning
Justis- og beredskapsdepartementet tecknade kontrakt i januari 2018 med Skanska Norge AS om byggandet av centret, som beräknas stå färdigt i augusti 2020.
Centret, som administrativt är en avdelning av Politidirektoratet i Oslo, ska bland annat bli bas för Politihelikoptertjenesten, som idag är lokaliserad på Gardermoen och som 2019 planeras ha tre nyinköpta helikoptrar av typ Leonardo AW 169.
Centret omfattar också ett antal skjutbanor inomhus och utomhus och en träningsanläggning för strid i stadsmiljö. Byggnaderna är på 34  000 kvadratmeter på ett avsatt område på 75 hektar.
Förprojektering har gjorts av COWI AS och arkitekt är Nordic Office of Architecture AS.